# Rudolfinum (Prága)
A Rudolfinum Prága hagyományosan legjelentősebb zenei központja, négy hangversenyteremmel. Itt van a Cseh Filharmonikusok és a Zeneművészeti Főiskola székhelye is.
Az épület a Jan Palach tér északi oldalán emelkedik.

## Nevének eredete

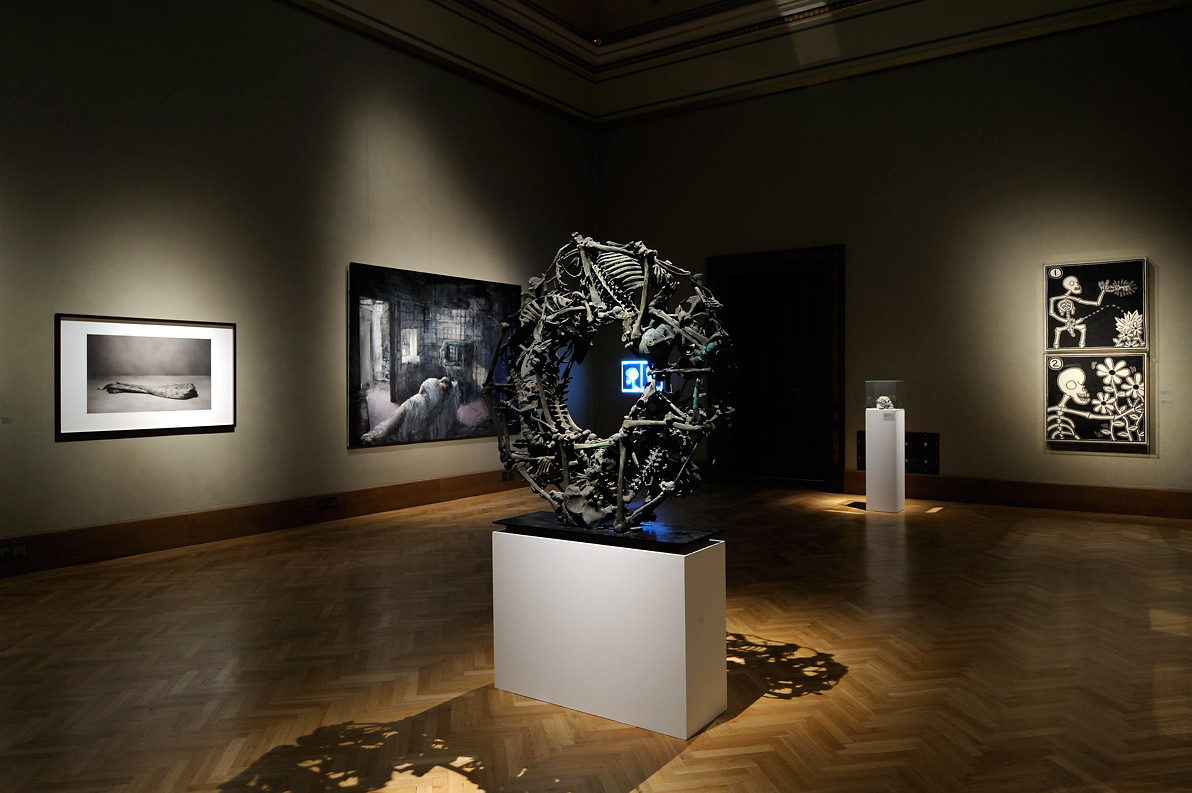
Rudolfinum Galéria, 2010 — A jelen dekadenciája kiállítás

Az építtető felkérte a trónörökös Rudolf főherceget, engedélyezze, hogy az épületet róla nevezzék el. Ugyancsak Rudolf róla nevezték el az újonnan épült rakpartot (ma Aleš rakpart) és a mellette emelt Rudolf-gyaloghidat.

## Története
1876–1884 között eleve kultúrpalotának építtette a nyilvános pályázat győzteseivel, Josef Zítek és Josef Schulz építészekkel a Cseh Takarékpénztár. Elsősorban múzeumokat szerettek volna berendezni az épületben. Itt helyezték el:
- a Sternberg-gyűjteményből kialakított a nemzeti képtárat, aminek utóda ma a Prágai Nemzeti Galéria (Národní galerie v Praze),
- az iparművészeti gyűjteményt, aminek utódja ma a Rudolfinummal átellenben, a November 17. utca túloldalán álló Iparművészeti Múzeum és
- a Zeneakadémiát, amely ma a November 17. utca következő háztömbjében, a Na Rejdišti utca túloldalán van.[2]

Az eredeti tervek szerinti építkezést már 1881-ben befejezték, de ezután részleges funkcióváltással az épület egy részét hangversenytermekké alakították. A fő helyszín a Dvořák-terem lett. A hátsó szárnyban kisebb koncerttermek:
- Suk-terem,
- Kubelík-terem,
- Respirium

kaptak helyet.
Az ünnepélyes megnyitót 1885. február 7-én rendezték meg.
Csehszlovákia megalakulása után az épületet átnevezték: ez lett a Művészek Háza. Ezután azonban Rudolf Kříženecký tervei alapján átalakították, és 1919–1945 között a csehszlovák parlament ülésezett az épületben. A mai Dvořák-terem tengelyében, az orgona alatt Jan Štursa Tomáš Garrigue Masaryk elnököt ábrázoló márványszobrát állították fel; ez ma az Új királyi palota Rothmayer-termében, a Spanyol terem bejárata előtt látható.
A világháború után az Előadóművészeti Akadémia újonnan létrehozott zenei karát és a Cseh Filharmonikusokat helyezték el az épületben.
Az utolsó teljes rekonstrukciót 1990–1992 között Karel Prager építész vezette. A galérián rövid ideig a Nemzeti Galéria és az Iparművészeti Múzeum közös kiállítása volt látható, de ez a koncepció nem bizonyult sikeresnek. Helyette 1994-ben a Cseh Köztársaság Kulturális Minisztériuma megalapította a jelenlegi Rudolfinum Galériát.

## Az épület

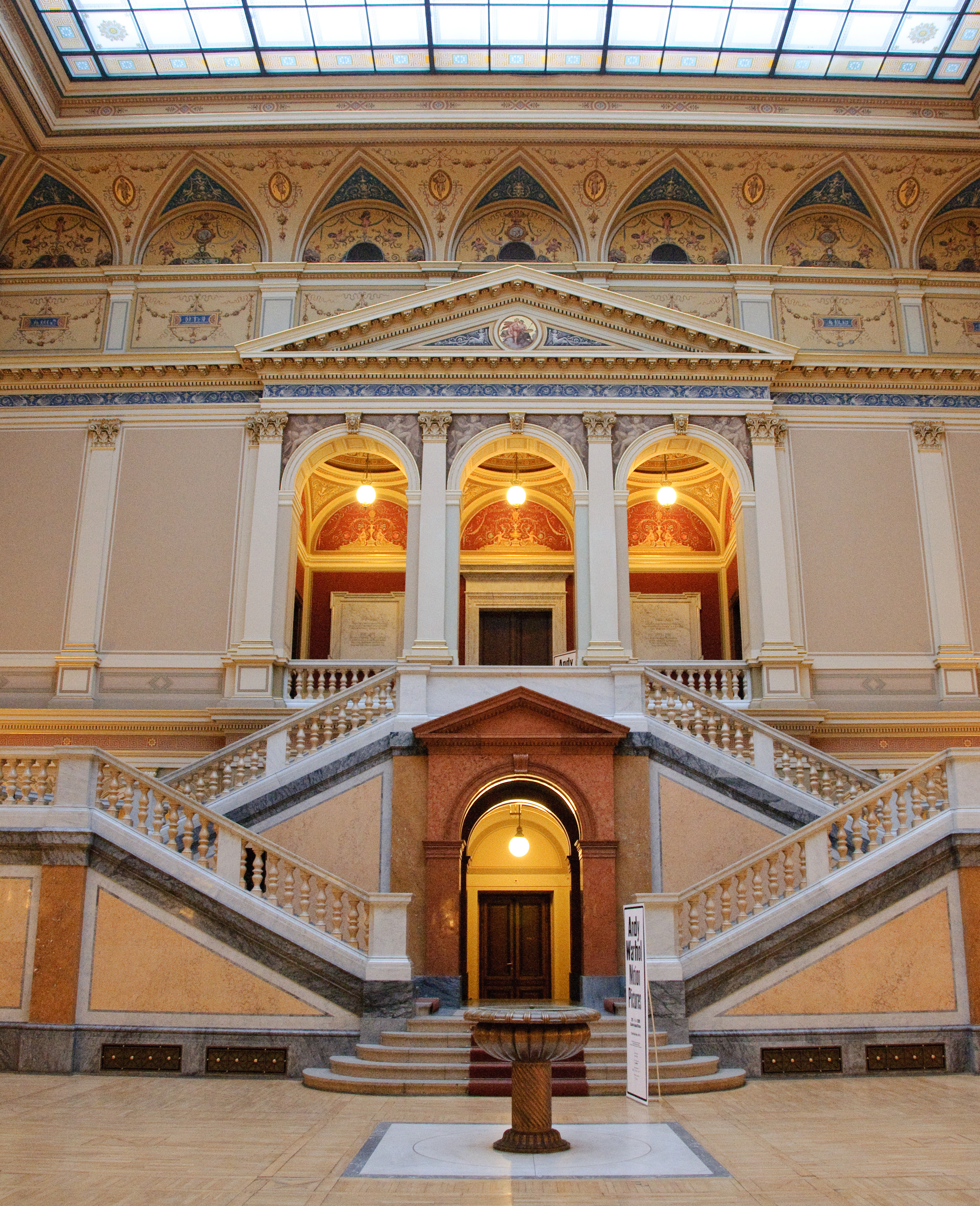
A belépő

Prága két legjelentősebb neoklasszicista épületének egyike (a másik a Nemzeti Színház). Homlokzata a tér felé fordul; főbejárata előtt Antonín Dvořák szobra áll. Zenei jellegét a homlokzaton elhelyezett, zeneszerzőket ábrázoló szobrok emelik ki; ezek kiváló művészek:
- Jindřich Václav Čapek,
- Johann Rathausky,
- Bernard Seeling,
- Tomáš Seidan,
- Bohuslav Schnirch,
- Ludvík Šimek és mások

készítették.
A Na Rejdišti utcára néző északi oldalon képzőművészek szobrait helyezték el.
Reinhard Heydrich birodalmi kormányzó elrendelte, hogy a zsidó Felix Mendelssohn Bartholdy zeneszerző szobrát távolítsák el a palota homlokzatáról. A szobor kalandos történetét Jiří Weil dolgozta fel Mendelssohn a háztetőn című könyvében.

## Berendezése, kiállításai

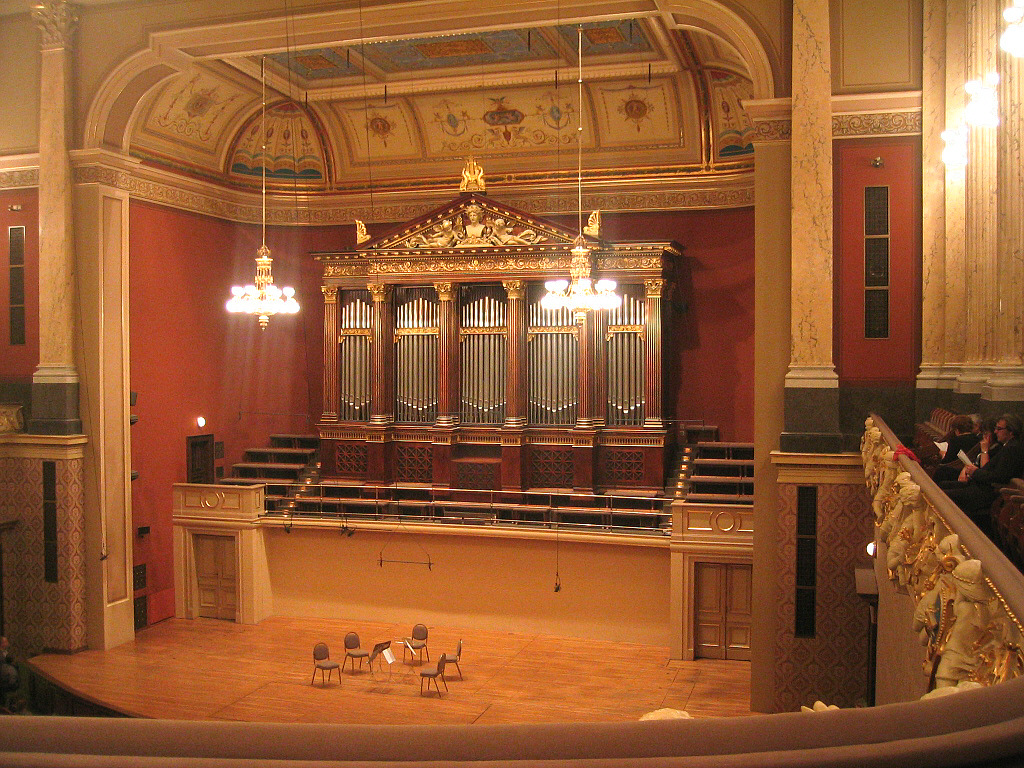
A Dvořák-terem

Az 1148 férőhelyes Dvořák-teremben komolyzenei koncerteket tartanak. Nemzetközi hírnévre tett szert az évente megrendezett Prágai Tavasz fesztivál. A terem első orgonáját (az 1880-as évek elején) a frankfurti Wilhelm Sauer orgonagyár építette. A mostani orgona mőár a harmadik a sorban. Ez 1974-ben készült el
Az 1500 m² kiállítóterű Rudolfinum Galéria időszaki kiállításoknak ad otthont. 2017-es centenáriumi kiállítása 161 824 vendéggel abban az évben Csehország leglátogatottabb kiállítása volt. A galéria mellett van az Artpark „relaxációs és oktatási tere” gyermekeknek és felnőtteknek. Az új, stílusos Café Rudolfinum létrehozói a zene, a művészet és a gasztronómia ötvözését tűzték célul.

## Elérhetősége, látogatása
A Cseh Filharmonikusok honlapja: Česká filharmonie 

## Fordítás
- Ez a szócikk részben vagy egészben  a   Rudolfinum című cseh Wikipédia-szócikk ezen változatának fordításán alapul.  Az eredeti cikk szerkesztőit annak laptörténete sorolja fel. Ez a jelzés csupán a megfogalmazás eredetét és a szerzői jogokat jelzi, nem szolgál a cikkben szereplő információk forrásmegjelöléseként.